# Lijst van cellisten
Een cellist of celliste is een musicus die de cello (violoncello) bespeelt, een strijkinstrument uit de familie van de violen.

## Lijst van cellisten

### Internationaal
- Pablo Casals
- Pierre Fournier
- Sol Gabetta
- Maurice Gendron
- Natalja Goetman
- Sheku Kanneh-Mason
- Julia Kent
- Yo-Yo Ma
- Mischa Maisky
- Gregor Pjatigorski
- William Pleeth
- Jacqueline du Pré
- Jean-Guihen Queyras
- Mstislav Rostropovitsj
- János Starker
- Paul Tortelier
- Julian Lloyd Webber

### België
- Joseph dall' Abaco
- Charles Alard
- Alexandre Chevillard
- Jules Denefve
- Jules Deswert
- Roel Dieltiens
- Charles Louis Hanssens
- Elisa Kufferath
- Maurice Kufferath
- Wieland Kuijken
- Paul-Henri-Joseph Lebrun
- Marix Loevensohn
- Herman Sabbe
- Adrien François Servais
- Viviane Spanoghe
- Jean Strauwen
- Fernand Terby
- Floris Jespers

### Nederland
- Alexander Batta
- Frieda Belinfante
- Anner Bijlsma
- Jean Decroos
- Dmitri Ferschtman
- Maya Fridman
- Doris Hochscheid
- Joseph Hollman
- Godfried Hoogeveen
- Harriet Krijgh
- Carel van Leeuwen Boomkamp
- Derck Littel
- Tibor de Machula
- Max Oróbio de Castro
- Ernst Reijseger
- Marien van Staalen
- Quirine Viersen
- Pieter Wispelwey
- Jeroen den Herder

## Bekende componisten van cello-etudes
- Friedrich Dotzauer
- Jean-Louis Duport
- Bernhard Romberg

## Metalcellist
- Apocalyptica